# Lucio Hortensio
Lucio Hortensio  fue un político y militar romano del siglo II a. C. perteneciente a la gens Hortensia.

## Carrera pública
Fue elegido pretor en el año 170 a. C. y se le encomendó el mando de la flota con las costas de Grecia. Habiendo recibido el mando de Cayo Lucrecio Galo, se empleó con dureza y crueldad. Exigió a la ciudad de Abdera la suma de cien mil denarios y cincuenta mil modios de trigo. Cuando los abderitas solicitaron tiempo para enviar embajadores al cónsul Aulo Hostilio Mancino, Hortensio asaltó y saqueó la ciudad, ejecutó a sus principales ciudadanos y vendió al resto como esclavos. El Senado, una vez conocida la noticia, condenó el asalto y envió una embajada al mando de Sexto Julio César y Cayo Sempronio Bleso para que restauraran la libertad a los abderitas y comunicaran a Hortensio que consideraban su proceder injusto. Sin embargo, Hortensio repitió sus fechorías en Calcis.
En el año 155 a. C., formó parte de una embajada enviada a Pérgamo para mediar en el conflicto que enfrentaba a Atalo III de Pérgamo y Prusias II de Bitinia.